# إدغار كارلسون
إدغار كارلسون (بالإنجليزية: Edgar Carlson)‏ هو سياسي أمريكي، ولد في 2 سبتمبر 1929، وتوفي في 24 يونيو 2008 في ويليامسبورت في الولايات المتحدة. حزبياً، نشط في الحزب الجمهوري. وقد انتخب عضو مجلس نواب بنسيلفانيا.